# Jorge Frederico de Baden-Durlach
Jorge Frederico de Baden-Durlach (em alemão:  Georg Friedrich von Baden-Durlach; Karlsburg, 30 de janeiro de 1573 – Estrasburgo, 24 de setembro de 1638) foi um nobre alemão, pertencente à Casa de Zähringen.
Inicialmente foi Marquês de Baden-Sausenberg mas, pela morte de seu irmão mais velho, Ernesto Frederico em 1604, herdou a Marca de Baden-Durlach onde reinou até à sua abdicação em 1622.
Ele manteve a ocupação militar da Marca de Baden-Baden, iniciada pelo irmão.

## Biografia

### Juventude
Ernesto Frederico era o filho mais novo do marquês Carlos II de Baden-Durlach e de Ana do Palatinado-Veldenz. Quando o seu pai morreu, em 1577, os filhos eram todos menores, pelo que o governo de Baden-Durlach foi entregue a uma regência composta por sua mãe, Ana, por Luís VI, Eleitor Palatino, pelo Duque Filipe Luís do Palatinado-Neuburgo e pelo Duque Luís III de Württemberg, o Piedoso.
Em 1584, os seus dois irmão mais velhos, Ernesto Frederico e Jaime III, foram declarados adultos e pretendiam dividir a herança paterna. Tal era expressamente proibido pelo testamento do pai mas, por o documento não estar devidamente assinado e selado, a partilha concretizou-se.
Assim, Ernesto Frederico, o mais velho, recebeu as zonas de Durlach e Pforzheim mantendo o título de Marquês de Baden-Durlach. A Jaime, o segundo, coube Baden-Hachberg. Por fim, Jorge Frederico, o mais novo, recebeu os territórios mais a sul, os senhorios de Rötteln e Badenweiler e o condado de Sausenburg com o título de marquês de Baden-Sausenberg. Por ainda ser menor ficou sob a tutela da mãe, Ana, e dos dois irmãos.
Em 1595, foi declarado adulto iniciando o próprio governo.

### Formação
Jorge Frederico aprendeu latim, francês e italiano, tendo recebido um alto nível de educação em Estrasburgo, onde o seu irmão Jaime anteriormente também estudara.
Para completer a formção, Jorge Frederico empreendeu um Grand Tour, tendo visitado Besançon, Dole, Basileia e Siena.

### Reunificação de Baden-Durlach

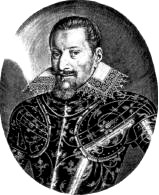
Jorge Frederico de Baden-Durlach em 1603

No entanto, pela morte (sem descendência masculina) dos dois irmãos, a de Jaime III em 1590 e a de Ernesto Frederico em 1604, Jorge Frederico reuniu todos os territórios tornando-se, então, Marquês de Baden-Durlach.
Jorge Frederico manteve a ocupação do Alto-Baden, que o seu irmão invadira em 1594.
Inicialmente ele instalou a sua residência no castelo de Rötteln mas, em 1599 mudou a residência e a administração do estado para Sulzburg). 

### Questões religiosas
Apesar da conversão dos seus irmãos, Ernesto Frederico ao Calvinismo e Jaime III ao Catolicismo, Jorge Frederico permaneceu Luterano fundado uma escol de Latim na sua residencia de Sulzburg, para não depender das escola calvinista em Durlach podendo, assim, preparar os pastores para o seu território. Foi graças a ele que a Marca de Baden-Durlach permaneceu luterana, dado que ele herdou todos os territórios.
O seu estilo de vida era ascético e, pelas notas manuscritas na sua Bíblia pessoal, deduz-se que a terá lido pelo menos 58 vezes. Em 1601, ele prometeu aos cidadãos de Pforzheim, que resistiam à imposição do Calvinismo imposta por seu irmão Ernesto Frederico, que os apoiaria perante o Tribunal imperial (Reichskammergericht).
Em 1613, teve uma disputa religiosa com o Duque Francisco II da Lorena, pretendendo defender ele próprio a questão. Mas o confronto falhou, dado que Francisco II, contrariamente ao combinado, enviou teólogos Jesuítas para debaterem pelo lado Católico.

### Reforma administrativa e económica
Jorge Frederico lançou as bases de uma sólida administração. Estabeleceu o Conselho Privado, a que ele próprio presidia, criou um Supremo Tribunal e introduziu um regulamento eclesiástico luterano.
Ele estava consciente de que só poderia atingir o objetivo de um Baden unificado e luterano com o apoio do seu povo. Em troca da aprovação de impostos que financiassem as suas políticas defensivas, ele concedeu aos Estados o direito de ter uma palavra em questões religiosas.
Em 1603 Jorge Frederico fundou, em cooperação com os Estados do Alto-Baden, um banco de câmbios que também gerisse as pensões de órfãos e se tornasse num banco de depósitos. Este banco deveria organizar o comércio vinícola e de cereais, eliminando os intermediários judeus. Esta instituição ajutou também Baden a ultrapassar as crises financeiras que ocorreram no início da Guerra dos Trinta Anos pela desvalorização da moeda.
É neste enquadramento que se incluem as muitas moedas e formas de pagamento que, ao longo do seu reinado, foram emitidas por Jorge Frederico.

### Atividade militar

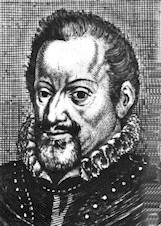
Jorge Frederico de Baden-Durlach em 1630 mostrando as cicatrizes provocadas por uma lança, na Batalha de Wimpfen.

Para além de teologia, Jorge Frederico também se interessou por temas militares. Entre 1614 e 1617, escreveu um tratado sobre a moderna arte militar para os seus filhos Frederico, Carlos e Cristóvão.
Em 1608, Jorge Frederico aderiu à União Protestante sendo nomeado general da União até à sua dissolução em maio de 1621. Foram estabelecidas alianças com cidades protestantes como Berna e Zurique, procurando proteger o Alto-Baden (sob sua ocupação) uma vez que estava rodeado pelos territórios da Áustria Anterior. Quando a Guerra deflagrou estes aliados não lhe deram qualquer apoio, embora lhe possibilitasse recrutar mercenários suíços em 1621 e 1622.
O Príncipe-Bispo de Espira, Philipp Christoph von Sötern, sentiu-se ameaçado pelos estados protestantes que o rodeavam e, em 1615, iniciou a transformação da sua residência em Udenheim numa fortaleza. O nome da localidade foi, então, alterado para Philippsburg apesar dos protestos da cidade imperial de Espira, do Eleitor Palatino e do Marquês de Baden-Durlach, que ameaçaram com a sua destruição.
Em 1621, Jorge Frederick iniciou o recrutamento de tropas para a campanha contra as forças católicas que, em 1620, tinham iniciado um avanço bem sucedido. Além disso, dada a insistência católica, o Tribunal Supremo do Império condenou em 1622 Jorge Frederico por manter a ocupação do Alto Baden. 
Mas foi a derrota na batalha de Wimpfen, a 6 de maio de 1622, em que Jorge Frederico foi atacado e vencido pelas forças imperiais de Tilly conjugadas com tropas espanholas, que provocou a sua fuga para Estugarda onde, para não perder os estados e não ser alvo de um banimento imperial, Jorge Frederico abdicou em 1622, a favor do seu filho mais velho Frederico V.
A 26 de agosto de 1622, o imperador devolveu a Guilherme de Baden-Baden (filho do expoliado Eduardo Fortunato), a Marca de Baden-Baden. Baden só voltaria a ser reunificado em 1771 quando a linha Católica de Baden-Baden se extinguiu.

### Exílio
Em 1625, Jorge Frederico exilou-se em Genebra, onde entrou em conflito com o governo calvinista, por celebrar serviços religiosos luteranos na sua residência. Assim, em 1626 mudou-se para Thônes, na Alta Saboia, onde o Duque Carlos Emanuel I de Saboia permitiu celebrar cerimónias luteranas.
No verão de 1627 ele foi nomeado Tenente-Gerenal do exército dinamarquês pelo rei Cristiano IV da Dinamarca, que se envolvera na Guerra dos Trinta Anos, encarregando Jorge Frederico de impedir o avanço de Wallenstein no norte da Alemanha. Mas Jorge Frederico retirou-se para a ilha de Poel e, depois, para Heiligenhafen, na Holsácia.  
As suas tropas dirigiram-se para a cidade de Oldemburgo, na Holsácia, onde foram completamente derrotadas  rendendo-se aos Imperiais a 24 de setembro de 1627.

### Fim de vida
Em outubro de 1627, Jorge Frederico remitiu-se do exército dinamarquês, após uma disputa com o Rei da Dinamarca, que pretendia que a sua rendição fosse julgada num tribunal militar.
Jorge Frederico retirou-se para a sua residência privada em Estrasburgo e entregou-se ao estudo de literatura religiosa. Manteve contactos em França e na Suécia, tentando realizar o seu sonho de um grande Baden, unido e luterano.
Viria a morrer a 24 de setembro de 1638, em Estrasburgo. O seu corpo foi, provavelmente, transladado para a cripta na igreja de S. Miguel, em Pforzheim, em 1650.

## Casamentos e descendência

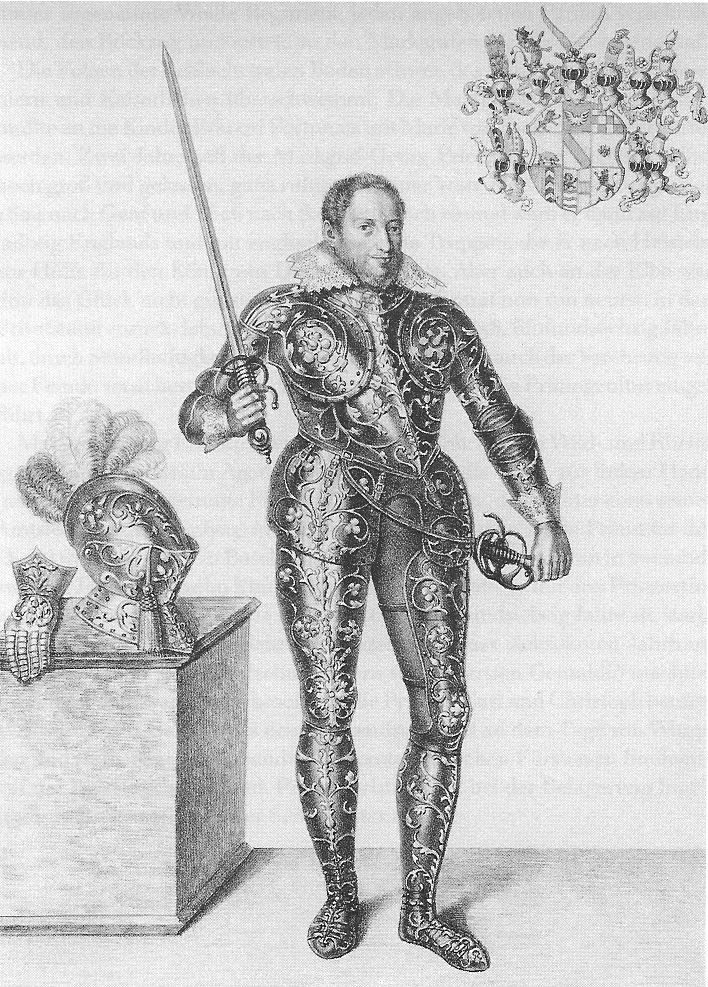
Jorge Frederico de Baden-Baden

A 2 de julho de 1592, Jorge Frederico casou em primiras núpcias com Juliana Úrsula de Salm-Neufville (1572-1614), filha do Conde Frederico de Salm-Neufville. Desde casamento nasceram 15 filhos:
1. Catarina Úrsula (Katharina Ursula) (1593-1615), que casou com o Conde Otão de Hesse-Kassel;
2. Frederico V (Friedrich) (1594-1659), que sucedeu ao pai como Marquês de Baden-Durlach;
3. Ana Amália (Anna Amalie) (1595-1651), que casou com o Conde Guilherme Luís de Nassau-Saarbrücken;
4. Filipe (Philipp) (1596-1597);
5. Carlos (Karl) (1598-1625)
6. Júlia Úrsula (Juliane Ursula) (1600-1600)
7. Rodolfo (Rudolf) (1602-1603);
8. Cristóvão (Christoph) (1603-1632) no cerco de Ingolstadt;
9. Ana Augusta (Anna Auguste) (1604-1616);
10. Sibila Madalena (Sibylle Magdalene) (1605-1644), que casou com o conde João de Nassau-Idstein;
11. Francisca (Franzisca) (1606-1606);
12. Úrsula Maria (Ursula Marie) (1607-1607);
13. Francisca Sibila (Franziska Sibylle) (1609-1609)
14. Sofia Doroteia (Sofie Dorothea) (1610-1633);
15. Ernestina Sofia (Ernestine Sofie) (1612-1658).

A 23 de outubro de 1614, Jorge Frederico casou, em segunda núpcias, com Ágata de Erbach, filha do Conde Jorge III de Erbach-Breuberg. Deste casamento nasceram 3 filhos:
1. Ágata (Agathe) (1615-1616);
2. Ana Maria (Anna Maria) (1617-1672), artista e poetisa;
3. Isabel (Elizabeth) (1620-1692).

A 29 de julho de 1621, Jorge Frederico casou pela terceira vez com Isabel Stolz, filha do seu secretário, Johann Thomas Stolz. O casamento, que foi considerado morganático, permaneceu sem descendência.